# Charles Swinhoe
Kolonel Charles Swinhoe (Calcutta 27 augustus 1838 –  2 december 1923) was een Engelse entomoloog en ornitholoog. Daarnaast was hij beroepsmilitair in het Britse leger in India, waar hij in 1885 werd bevorderd tot kolonel. 
In 1880 begon hij vogels te verzamelen in het zuiden van Afghanistan en op zijn weg terug naar India. Deze werden beschreven in het tijdschrift The Ibis. Later doneerde hij de vogelhuiden aan het British Museum. Als lid van de British Ornithologists' Union schreef hij diverse artikelen over de vogels van Afghanistan en India voor The Ibis. Hij verzamelde ook insecten van India, voornamelijk vlinders. Zijn collectie groeide uit tot 40.000 exemplaren van 7000 soorten waarvan 400 nieuw voor de wetenschap en die door Swinhoe zijn beschreven. Na het overlijden van Frederic Moore in 1907 werkte Swinhoe aan de afronding van Lepidoptera Indica, een tiendelig standaardwerk over de vlinders van India. Hij schreef ook A Revision of the Genera of the Family Liparidae, dat 1130 taxa besloeg en publiceerde samen met Everard Charles Cotes de Catalogue of the Moths of India (Calcutta, 1887-1889). 
Na zijn pensionering vestigde hij zich in Oxford en ontving hij een eredoctoraat voor zijn werk in de entomologie. De Société entomologique de France benoemde hem tot erelid. Zijn vlindercollectie werd gekocht door James John Joicey.
- Gemeinsame Normdatei: 1146373694
- International Standard Name Identifier: 0000 0003 9729 3593
- Nederlandse Thesaurus van Auteursnamen: 162294115
- Système universitaire de documentation: 191818836
- Virtual International Authority File: 5323778
- WorldCat: E39PBJdrDby6KKWFTtQ9Mk9xDq